# 6894 Макрайд
6894 Макрайд (6894 Macreid) — астероїд головного поясу, відкритий 5 вересня 1986 року.
Тіссеранів параметр щодо Юпітера — 3,291.